# MH1
MH1,  anche noto come Karabo, è lo scheletro fossilizzato di un ominide della specie Australopithecus sediba, di cui ne rappresenta l'olotipo, datato a un periodo compreso tra 1.95 e 1.78 milioni di anni fa, scoperto nel 2008 a Malapa in Sudafrica, da Matthew Berger, all'epoca un bambino di 9 anni.

## Descrizione
I resti, inizialmente una mascella e una clavicola fossilizzate, cui si aggiunsero altre ossa fossili, appartenevano ad un maschio di età compresa tra i 12 e 13 anni, alto circa 130 cm, probabilmente morto a seguito di una caduta nella cavità naturale.

## Scoperta
Un mese dopo la scoperta di Karabo, nello stesso sito furono ritrovati i resti di un altro esemplare della stessa specie, di sesso femminile, repertato come MH2.

### Annotazioni
1. ↑  MH ovvero Malapa Hominina.[1]
2. ↑  Anche noto come Karabo, che nella lingua della popolazione locale significa la Risposta; il nome scelto con una concorso tra studenti di una scuola di Johannesburg. (EN) Australopithecus sediba fossil named by 17-year-old Johannesburg student, su origins.org.za. URL consultato il 16 aprile 2025 (archiviato dall'url originale il 25 marzo 2012).

### Riferimenti
1. 1 2 3  (EN) Australopithecus sediba | EBSCO Research Starters, su ebsco.com. URL consultato il 5 aprile 2025.
2. ↑  (EN) MH1, su humanorigins.si.edu. URL consultato il 2 marzo 2024.
3. 1 2  (EN) Australopithecus sediba | Characteristics & Facts | Britannica, su britannica.com. URL consultato il 5 aprile 2025.
4. ↑  (EN) MH2, in The Smithsonian Institution's Human Origins Program. URL consultato il 5 aprile 2025.